# Na fali (film 1991)
Na fali (ang. Point Break) – amerykański film sensacyjny z 1991 roku w reżyserii Kathryn Bigelow. Zdjęcia kręcono w stanach: Oregon, Utah, Hawaje i Kalifornia (Los Angeles, Santa Monica, Malibu).
Oryginalny tytuł, Point Break, to termin używany w surfingu, który oznacza miejsce, gdzie fale uderzają o wystającą w morze część lądu.

## Opis fabuły
Johnny Utah (Keanu Reeves) to początkujący agent FBI i były zawodnik drużyny futbolu amerykańskiego, który wraz ze swym partnerem Angelo Pappasem (Gary Busey) prowadzi śledztwo w sprawie serii napadów na bank. Sprawcy to eks-prezydenci – bandyci, którzy podczas napadu ukrywają twarze pod maskami przedstawiającymi byłych prezydentów USA. Pappas podejrzewa, że za nimi kryje się grupa surferów, więc aby ich rozszyfrować, Utah wchodzi incognito w ich szeregi. Jego znajomość z surferami komplikuje się, gdy opanowuje sztukę surfingu, zaprzyjaźnia się z szefem bandy Bodhim (Patrick Swayze) i poddaje się towarzyszącej nowym przygodom adrenalinie.
Utah i Pappas zaczajają się przed bankiem, gdy ukazują się eks-prezydenci. Podczas pogoni za Bodhim, Utah zmuszony jest dokonać wyboru, czy powinien zastrzelić Bodhiego, czy pozwolić mu uciec. W efekcie strzela w powietrze.

## Obsada
- Patrick Swayze – Bodhi
- Keanu Reeves – Johnny Utah
- Gary Busey – Angelo Pappas
- Lori Petty – Tyler Ann Endicott
- John C. McGinley – Ben Harp
- James LeGros – Roach
- John Philbin – Nathanial
- Bojesse Christopher – Grommet
- Lee Tergesen – Rosie
- Tom Sizemore – Deets
- Anthony Kiedis – Tone

## Produkcja
Przed rozpoczęciem zdjęć do filmu Petty, Reeves i Swayze przez dwa miesiące uczyli się surfingu u zawodowego surfera Dennisa Jarvisa, któremu Swayze powiedział, że wcześniej stał na desce tylko kilka razy, a Reeves i Petty nie mieli żadnego doświadczenia z deską.

## Nagrody i wyróżnienia
- 1992 MTV Movie Awards
  - Keanu Reeves – najbardziej pożądany aktor (nagroda)
  - Patrick Swayze – najbardziej pożądany aktor (nominacja)
  - drugi skok z samolotu – najlepsza scena akcji (nominacja)

## Sequel
Premiera sequela zatytułowanego Point Break Indo była planowana na rok 2009, a film miał reżyserować Jan de Bont. Jednak zamiast sequela powstał w 2015 roku remake zatytułowany Point Break - na fali.